# Oostenrijks Open
Het Lyoness Open is een golftoernooi in Oostenrijk. Het toernooi werd opgericht als het Oostenrijks Open en maakt deel uit van de Europese PGA Tour (ET), daar wordt het toernooi het Austrian Open genoemd.
Sinds 2012 kreeg het Oostenrijks Open, Lyoness als naamsponsor tezamen met diens aangesloten stichting Greenfinity voor 3 seizoenen.

## Geschiedenis
Het Oostenrijks Open werd in 1990 voor het eerst gespeeld en trok toen enkele beroemde spelers aan. Het werd gewonnen door Bernhard Langer na een play-off tegen Lanny Wadkins. Het toernooi maakte gedurende zeven seizoenen deel uit van de Europese Tour. Peter Mitchell en Paul McGinley behaalden hier hun eerste overwinning.
Van 1997 t/m 2005 werd het toernooi deel van de Challenge Tour (CT). Ook het prijzengeld ging naar beneden. Sinds 2006 is het toernooi terug op de Europese Tour.
Zeven jaar lang werd het toernooi op de Fontana Golf Club in Oberwaltersdorf, 30 kilometer ten zuiden van Wenen gespeeld.

## Winnaars

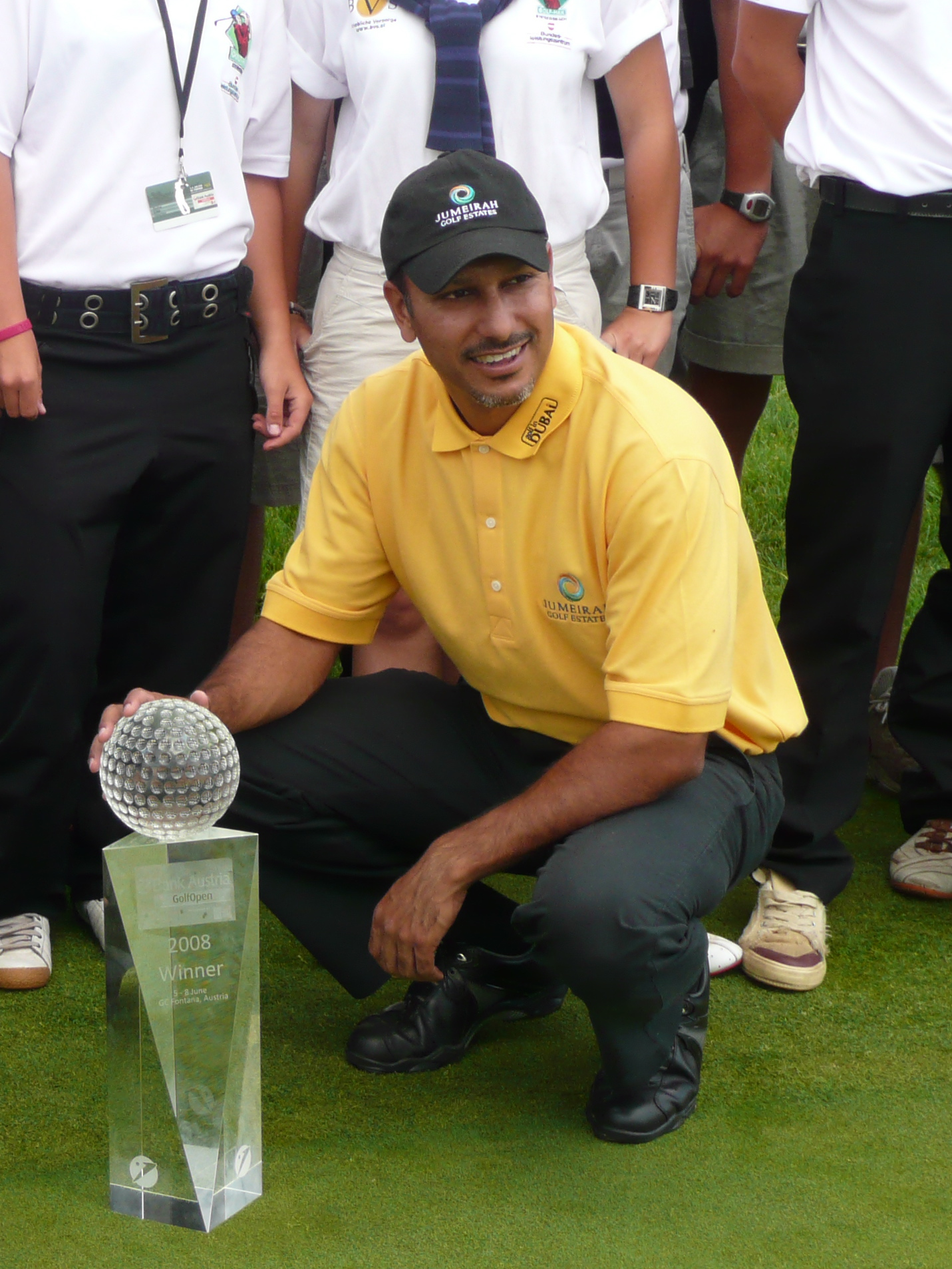
Singh met de Oostenrijks Open-beker, in 2008

| Jaar                                         | Tour          | Baan                             | Winnaar              | Score         | Score         | Prijzengeld   | 1ste prijs    |
| Austrian Open                                | Austrian Open | Austrian Open                    | Austrian Open        | Austrian Open | Austrian Open | Austrian Open | Austrian Open |
| -------------------------------------------- | ------------- | -------------------------------- | -------------------- | ------------- | ------------- | ------------- | ------------- |
| 1990                                         | ET            | Gut Altentann, Salzburg          | Bernhard Langer po   | 271           | -17           | € 350,697     | € 58,324      |
| Mitsubishi Austrian Open sponsored by Denzel |               |                                  |                      |               |               |               |               |
| 1991                                         | ET            | Gut Altentann, Salzburg          | Mark Davis           | 269           | -19           | € 352,223     | € 58,324      |
| Mitsubishi Austrian Open                     |               |                                  |                      |               |               |               |               |
| 1992                                         | ET            | Gut Altentann, Salzburg          | Peter Mitchell       | 271           | -17           | € 492,197     | € 81,662      |
| Hohe Brucke Austrian Open                    |               |                                  |                      |               |               |               |               |
| 1993                                         | ET            | Colony Club Gutenhof, Himberg    | Ronan Rafferty po    | 274           | -14           | € 350,560     | € 58,324      |
| 1994                                         | ET            | Waldviertel, Haugschlag          | Mark Davis           | 270           | -18           | € 353,318     | € 58,324      |
| 1995                                         | ET            | Waldviertel, Haugschlag          | Alex Cejka           | 267           | -21           | € 352,772     | € 58,324      |
| 1996                                         | ET            | Waldviertel, Haugschlag          | Paul McGinley        | 269           | -19           | € 350,560     | € 58,324      |
| Matchmaker Austrian Open                     |               |                                  |                      |               |               |               |               |
| 1997                                         | CT            | Millstätter See GC, Millstatt    | Erol Simsek          | ?             | ?             | ?             | ?             |
| Diners Club Austrian Open                    |               |                                  |                      |               |               |               |               |
| 1998                                         | CT            | Millstätter See GC, Millstatt    | Kevin Carissimi      | 269           | -11           | ?             | € 12,510      |
| 1999                                         | CT            | Millstäter See GC, Millstatt     | Juan Ciola po        | 263           | -17           | € 76,952      | € 12,508      |
| Austrian Open                                |               |                                  |                      |               |               |               |               |
| 2001                                         | CT            | Golfclub Murhof, Frohnleiten     | Chris Gane           | 270           | -18           | € 92,250      | € 15,000      |
| Austrian Golf Open                           |               |                                  |                      |               |               |               |               |
| 2002                                         | CT            | Golfclub Murhof, Frohnleiten     | Markus Brier         | 267           | -21           | € 112,233     | € 18,330      |
| BA-CA Golf Open presented by Telekom Austria |               |                                  |                      |               |               |               |               |
| 2003                                         | CT            | Fontana Golf Club                | Robert Coles po      | 275           | -13           | € 153,750     | € 25,000      |
| 2004                                         | CT            | Fontana Golf Club                | Markus Brier         | 261           | -23           | € 152,835     | € 24,000      |
| 2005                                         | CT            | Fontana Golf Club                | Michael Hoey         | 265           | -19           | € 152,475     | € 24,000      |
| 2006                                         | ET            | Fontana Golf Club                | Markus Brier         | 266           | -18           | € 1,305,841   | € 216,660     |
| 2007                                         | ET            | Fontana Golf Club                | Richard Green po     | 268           | -16           | € 1,295,150   | € 216,660     |
| 2008                                         | ET            | Fontana Golf Club                | Jeev Milkha Singh    | 269           | -15           | € 1,300,000   | € 216,660     |
| Austrian Golf Open                           |               |                                  |                      |               |               |               |               |
| 2009                                         | ET            | Fontana Golf Club                | Rafael Cabrera Bello | 264           | -20           | € 989,970     | € 166,660     |
| Austrian Golf Open presented by Botarin      |               |                                  |                      |               |               |               |               |
| 2010                                         | ET            | Diamond Country Club, Atzenbrugg | José Manuel Lara po  | 271           | -17           | € 750,000     | € 125,000     |
| Austrian Golf Open presented by Lyoness      |               |                                  |                      |               |               |               |               |
| 2011                                         | ET            | Diamond Country Club, Atzenbrugg | Kenneth Ferrie po    | 276           | -12           | € 1,007,470   | € 125,000     |
| Lyoness Open powered by Greenfinity          |               |                                  |                      |               |               |               |               |
| 2012                                         | ET            | Diamond Country Club, Atzenbrugg | Bernd Wiesberger     | 269           | -19           | € 1.000.000   | € 166.660     |
| 2013                                         | ET            | Diamond Country Club, Atzenbrugg | Joost Luiten         | 271           | -17           | € 1.000.000   | € 166.660     |
| 2014                                         | ET            | Diamond Country Club, Atzenbrugg | Mikael Lundberg      | 276           | -12           | € 1.000.000   | € 166.660     |
| 2015                                         | ET            | Diamond Country Club, Atzenbrugg | Chris Wood           | 273           | -15           | € 1.000.000   | € 166.660     |
| 2016                                         | ET            | Diamond Country Club, Atzenbrugg | Ashun Wu             | 275           | -13           | € 1.000.000   | € 166.660     |

### Play-offs
- po 1990: Bernhard Langer won de play-off van Lanny Wadkins
- po 1993: Ronan Rafferty won de play-off van Anders Sörensen
- po 1999: Juan Ciola won de play-off van Elliot Boult uit Nieuw-Zeeland
- po 2003: Robert Coles won de play-off van Steven Bowditch uit Australië
- po 2007: Richard Green won de play-off van Fransman Jeff Remesy
- po 2009: José Manuel Lara won de play-off met een par op de eerste hole van David Lynn
- po 2011: Keneth Ferrie won de play-off van Simon Wakefield
- po 2014: Mikael Lundberg won de play-off van Bernd Wiesberger